# Senad
Senad je moško osebno ime.

## Izvor imena
Ime Senad je različica muslimanskega ženskega imena Senìja, ki ga razlagajo prek turškega imena Seniye iz arabske besede säniyyä v pomenu »visoka; vzvišena; sijajna; bleščeča; krasna«.

## Pogostost imena
Po podatkih Statističnega urada Republike Slovenije je bilo na dan 31. decembra 2007 v Sloveniji število moških oseb z imenom Senad: 743. Med vsemi moškimi imeni pa je ime Senad po pogostosti uporabe uvrščeno na 195. mesto.